# Ceratophyllum australe
Ceratophyllum australe, je vrsta ili podvrsta  voščike, jednogodišnja je biljka ili vodeni polugrm koji uglavnom raste u suptropskom biomu jugoistočnog SAD–a, Kube, središnjeg i južnog Meksika pa do Južne Tropske Amerike i Trinidada. .
Neki autori smatraju je za podvrstu vrste Ceratophyllum muricatum, kao Ceratophyllum muricatum subsp. australe (Griseb.) Les, a u Sjevernoj Americi poznata je kao “Prickly hornwort”